# Semnoderes armiger
Semnoderes armiger är en djurart som tillhör fylumet pansarmaskar, och som beskrevs av Carl Zelinka 1928. Semnoderes armiger ingår i släktet Semnoderes och familjen Semnoderidae. Arten är reproducerande i Sverige. Inga underarter finns listade i Catalogue of Life.